# دومینیکا کامرون-اسکورسیزی
دومینیکا کامرون-اسکورسیزی (زادهٔ ۱۹۷۶) بازیگر و فیلم‌ساز آمریکایی است. او بازیگری را با نقش‌های کوچکی در تنگه وحشت (۱۹۹۱) و عصر معصومیت (۱۹۹۳) که هر دو به کارگردانی پدرش مارتین اسکورسیزی ساخته شدند، آغاز کرد.

## زندگی و تحصیلات
او در سال ۱۹۷۶ از جولیا کامرون و مارتین اسکورسیزی متولد شد. مادرش او را مستقیم از بیمارستان به صحنهٔ فیلم‌برداری نیویورک، نیویورک که پدرش کارگردانی می‌کرد، برد. والدین او حدود یک سال پس از تولدش از هم جدا شدند و او بیش‌تر دوران کودکی‌اش را با مادرش گذراند. همچنین در نوجوانی در فیلم‌های تنگه وحشت و عصر معصومیت ظاهر شد و در نمایشنامهٔ خواست خدا نوشتهٔ مادرش (۱۹۸۹) بازی کرد.
او دوران کودکی‌اش را در نیویورک، شیکاگو، لس آنجلس و تائوس، نیومکزیکو گذراند و سپس وارد دانشگاه وسلین شد و به انجمن ادبی آلفا دلتا فی پیوست. او در سال ۱۹۹۸ با مدرک زبان فرانسه فارغ‌التحصیل شد.

## حرفه
پس از فارغ‌التحصیلی به لس آنجلس رفت و کارش را با فیلم یک اشک شاد دیگر و نمایش چهار رز آغاز کرد. در سال ۲۰۰۳ در نمایش راه فرانِی در کنار الیزابت ماس و سوزان می پرَت ایفای نقش کرد.
در ۲۰۱۷، نخستین فیلم بلندش تقریباً پاریس در «جشنوارهٔ بین‌المللی فیلم گلدن دور» نمایش داده شد. تقریباً پاریس دربارهٔ بانکداری سابق وال‌استریت است که پس از بحران وام‌های مسکن به خانه بازمی‌گردد.
او در ۲۰۱۱ در شیکاگو ازدواج کرد.

## فیلم‌شناسی
| سال  | فیلم                        | نقش              |
| ---- | --------------------------- | ---------------- |
| ۱۹۸۹ | خواست خدا                   | ویکتوریا         |
| ۱۹۹۱ | تنگه وحشت                   | دوست‌دختر دنی     |
| ۱۹۹۲ | صحبت رک                     | دختر             |
| ۱۹۹۳ | عصر معصومیت                 | کتی بلنکر        |
| ۲۰۰۰ | یک اشک شاد دیگر             | بورلی            |
| ۲۰۰۰ | گاوباز                      | لیلا             |
| ۲۰۰۳ | خانه‌ای روی تپه              | جنیفر            |
| ۲۰۰۴ | آو پیر شکلات                | راون             |
| ۲۰۰۵ | خانهٔ فراموش‌شده‌ی خدا         | آلیس             |
| ۲۰۰۶ | طبیعت بی‌جان                 | خریدار آثار هنری |
| ۲۰۰۹ | غیبت                        | کریستینا         |
| ۲۰۱۶ | تیم اول                     | اِولینا آکسل      |
| ۲۰۱۸ | آخرالزمان اتمی (گل‌های سیاه) | آیکن             |
| ۲۰۱۹ | پنهان‌کار                    | خانم ویلسون      |